# Anna Wloka
Anna Wloka (Olesno, 14 maart 1993) is een atleet uit Polen.
Op de Olympische Jeugdzomerspelen in 2010 behaalde Wloka een bronzen medaille op het onderdeel kogelstoten.
- World Athletics: 14403534